# Galeria Neue Meister
La Galeria Neue Meister (Galeria dels Mestres Nous) és un museu situat al Albertinum, a Dresden, Alemanya. Forma part del complex de les Col·leccions Nacionals de Dresden.

## Història de la col·lecció
La Galeria Neue Meister va ser oficialment fundada el 1959. La col·lecció del museu és composta d'una majoria d'obres que fins llavors estaven exposades a la Gemäldegalerie Alte Meister, perquè aquesta havia començat a donar un tomb cap a l'art contemporani a partir de 1843. L'eclosió de l'art contemporani a les Col·leccions nacionals de Dresden va quedar llavors estretament lligada al Ministre d'Estat saxó Bernhard von Lindenau (1779-1854), que va posar a disposició de la Gemäldegalerie Alte Meister mitjans financers importants per permetre l'adquisició d'obres d'art contemporani. Aquesta tradició va perdurar fins als segle  XX, amb un interès portat a l'avantguarda internacional i les obres contemporànies dels pintors de Dresden.
Al segle xix, la menor densitat dels quadres a la Gemäldegalerie Alte Meister i el nombre creixent de les adquisicions per al departament dels Mestres Nous feien necessària la construcció d'un edifici on tindria un lloc la pintura moderna. L'any 1914, la dieta de Saxe va acordar concedir fons per al nou edifici que es va iniciar la construcció l'any 1916 a la vora de l'estany del Zwinger, segons un projecte d'Oskar Pusch. Però els anys següents, la construcció no va poder ser realitzada; les pintures van ser tanmateix traslladades, per falta de lloc, primer al número 7 de la Parkstrasse, a continuació l'any 1931 a la Sekundogenitur.
La col·lecció va patir pèrdues importants amb el règim nazi, 56 de les seves pintures van ser declarades art degenerat, sobretot les d'artistes com Edvard Munch, Max Beckmann o Emil Nolde. L'any 1965, després de la tornada de les obres que havien estat confiscades per l'Exèrcit Roig al final de la Segona Guerra Mundial, la Galeria es va situar a l'Albertinum, on es troba encara.

## La col·lecció actual
La Galeria Neue Meister té obres que daten de començaments del segle XIX fins al present. És considerat com un dels museus més importants de la pintura moderna. La atracció més gran del museu és el repertori excepcional d'obres d'art del romanticisme alemany, entre les quals algunes de les obres principals de Caspar David Friedrich com Dos homes contemplant la lluna. Un altre grup considerable és el de les pintures d'impressionistes francesos (Claude Monet, Edgar Degas, Édouard Manet) i alemanys (Max Liebermann). Els expressionistes són representats sobretot per l'associació artística de Dresden « Die Brücke », entre els quals Emil Nolde, però també per Oskar Kokoschka.
A més de la pintura clàssica moderna, formen part de la col·lecció quadres d'Otto Dix, Pablo Picasso, Gustav Klimt, nou realisme i art post-guerra. La Galeria Neue Meister ha presentat, com un dels punts forts de l'art contemporani, moltes obres d'artistes de la regió famoses a tot el món com Gerhard Richter, Georg Baselitz o Eberhardt Havekost.

### Obres
- Otto Dix: La Guerra
- Caspar David Friedrich: 
  - Dos Homes contemplant la Lluna
  - Dolmen sota la neu
  - L'Entrada del Cementiri
  - Tomba hun a la Tardor
  - Vista de la Vall de la Elbe
  - Arbres i arbustos sota la neu
  - El Retaule de Tetschen
  - Felspartie im Harz
  - Vaixells al port, el vespre
- Gustav Klimt: Bosc de Fajos
- Hans Heinrich Palitzsch, Banderes a les nits
- Toulouse-Lautrec: Les Dues Amigues

## Galeria

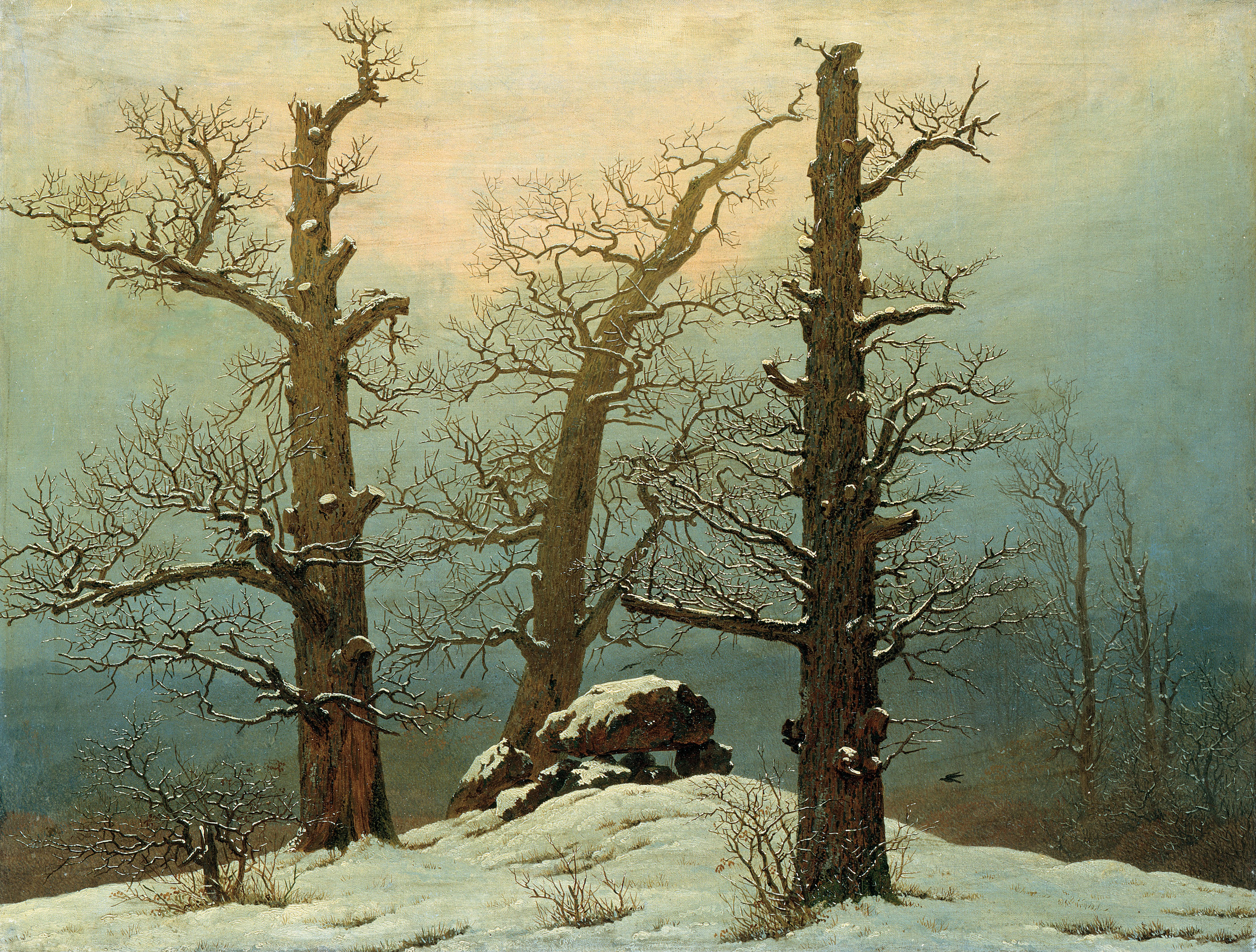
Caspar David Friedrich: Dolmen sous la neige, 1807.
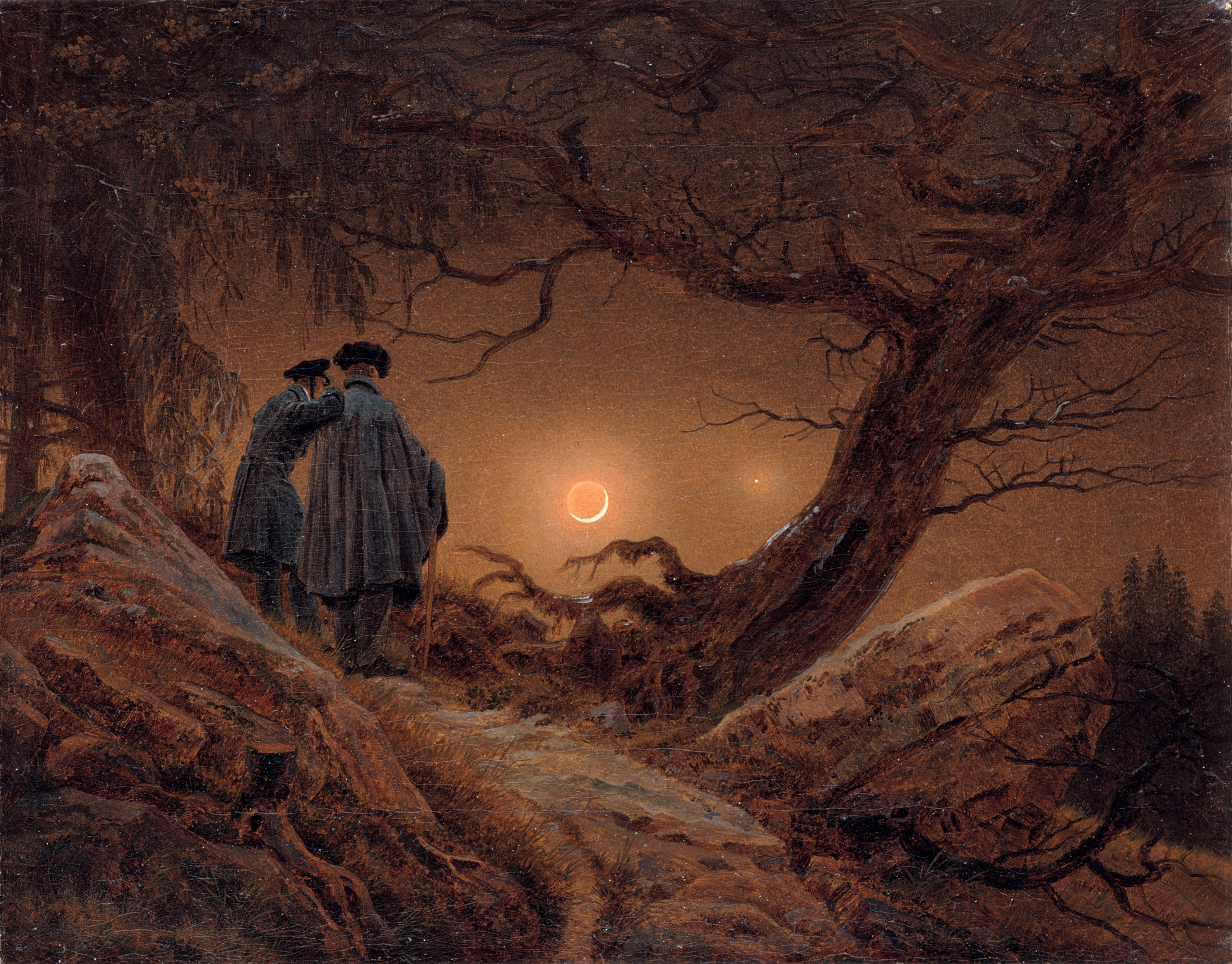
Dos homes contemplant la Lluna, de Caspar David Friedrich, 1819.
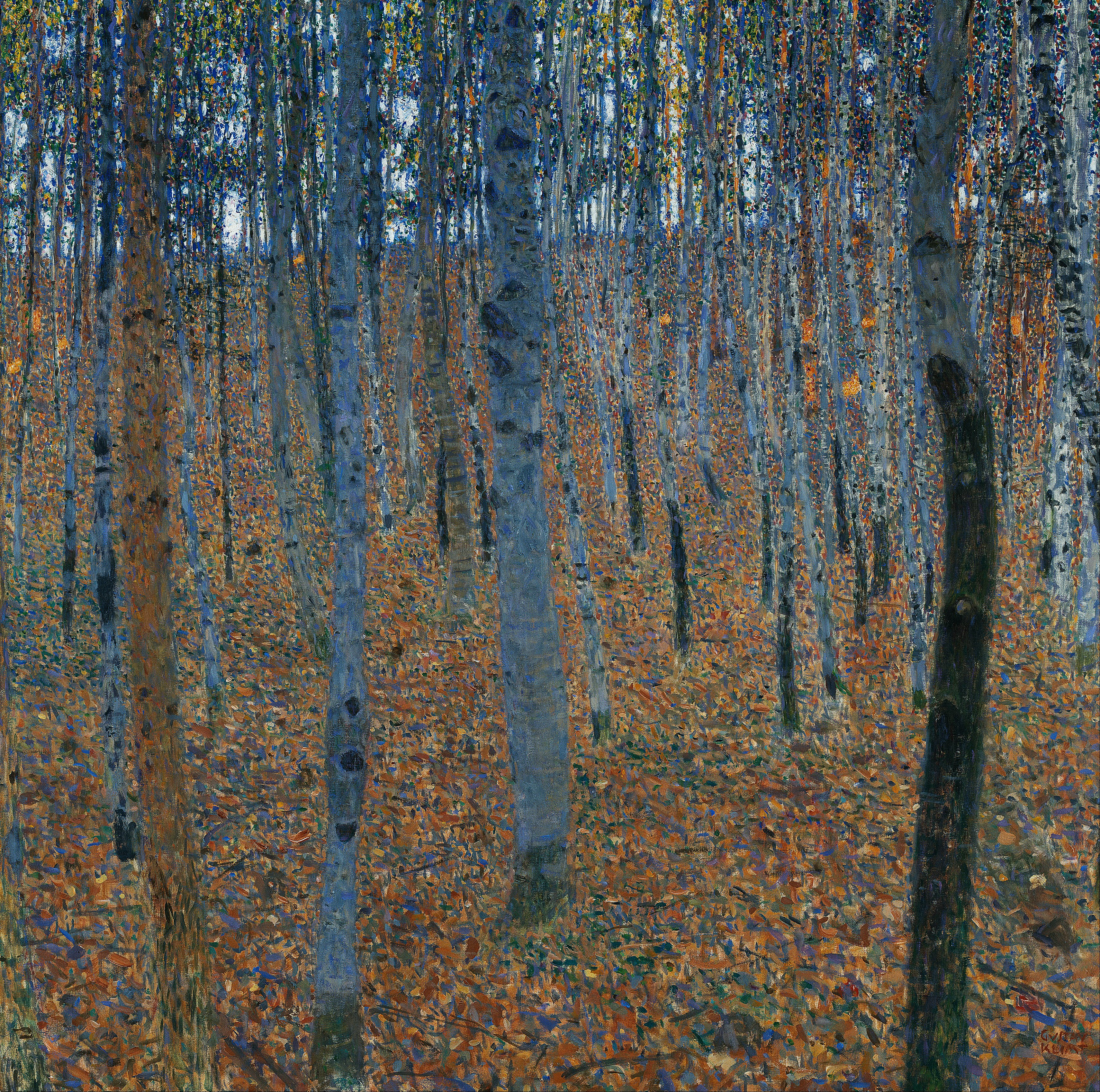
Gustav Klimt: Bosc de fajos, 1902.
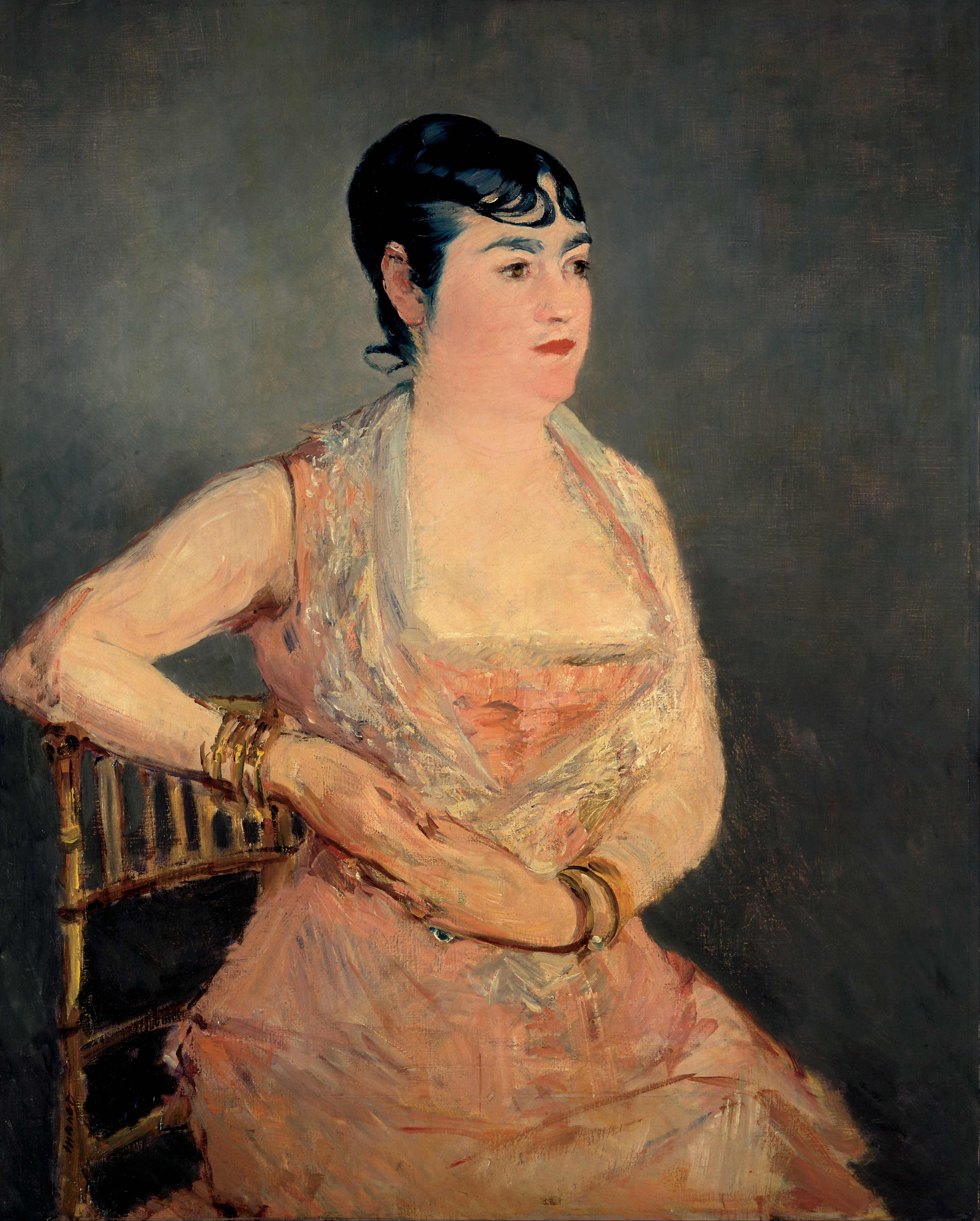
Édouard Manet: Dona en rosa, 1880.
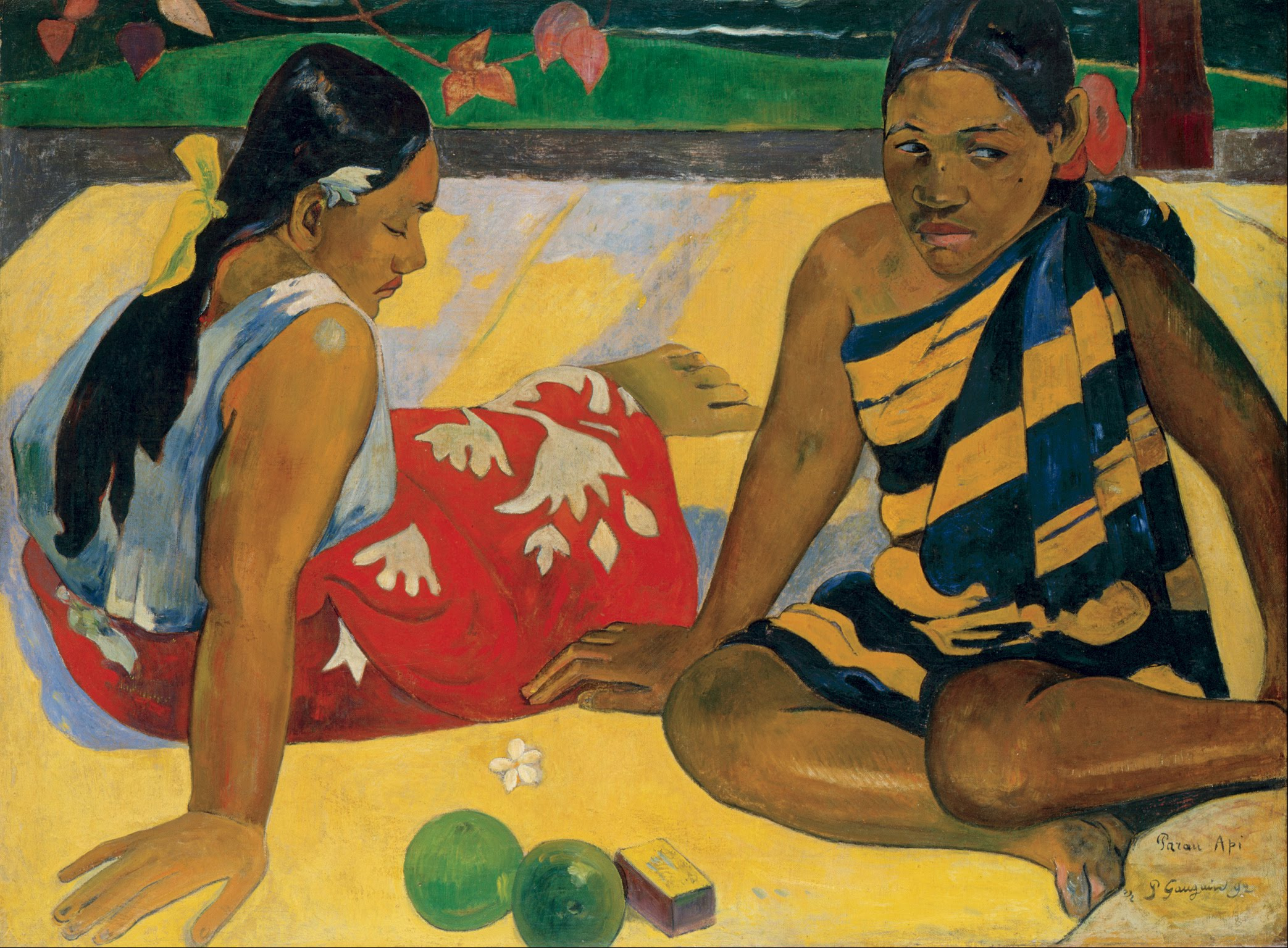
Paul Gauguin: Parau Api, 1892.
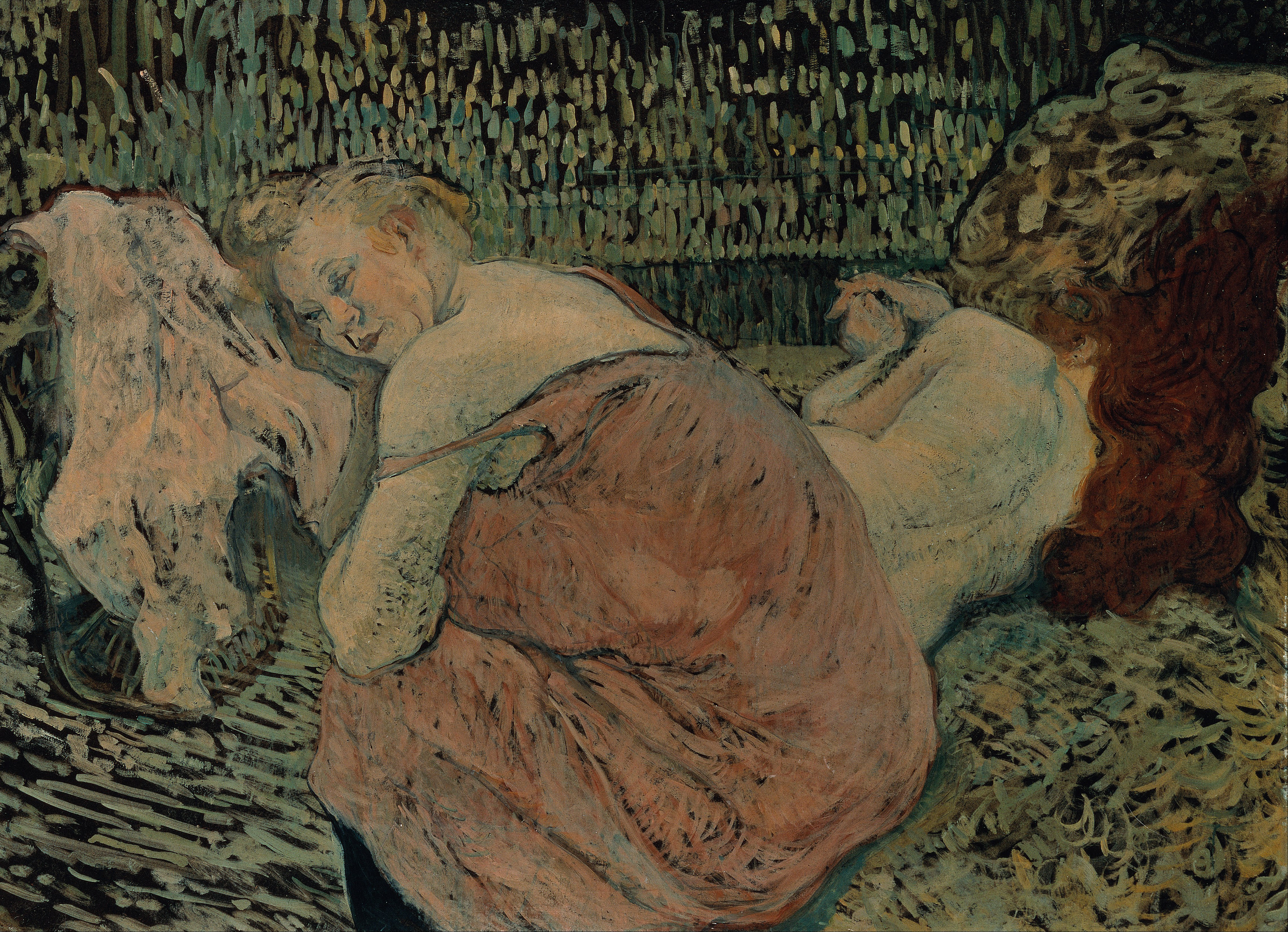
Toulouse Lautrec: Dues Amigues, 1895.